# Gabriel Arturo Castro
Gabriel Arturo Castro es un escritor, docente y antropólogo colombiano, nacido en Bogotá, en 1962, que se ha desempeñado como maestro coordinador de talleres de arte y literatura. Magíster en Literatura de la Universidad Tecnológica de Pereira. 
Actualmente labora como profesor asistente de la Universidad del Tolima. Su obra poética explora desde un lenguaje rico en imágenes y matices simbólicos las diversas realidades del hombre moderno y su fragilidad ante la muerte, el dolor, la guerra, la soledad. Sus ensayos sobre literatura y arte aparecen en diversos periódicos, revistas como el Boletín Cultural y Bibliográfico del Banco de la República, el Magazín Dominical de El Espectador, y otros importantes medios del país como del exterior.
Sobre el Libro de alquimia y soledad dice Jorge Cadavid «Invita a darnos un banquete con el lenguaje, un festín con la imaginación. Este libro transmite una vitalidad recia, en la que palabras y fantasía se juntan en el lugar de la más alta creación. Es el encuentro con luminosas imágenes desprovistas de lastre verbal. Imágenes con un poeta detrás, no imágenes con un poeta delante. Poeta de la estirpe de Juan Manuel Roca, con resonancias a la mejor manera del mexicano Antonio Montes de Oca, con esa imaginación metafónica desbordante... Este poemario bien podría compartir el primer puesto junto al hermoso libro La casa de Víctor López Rache».
En el libro Extravíos, comentarios bibliográficos de ida y vuelta, William Marín Osorio participa como asistente editorial y escribe la presentación del libro, en donde expresó: «El texto de Gabriel Arturo Castro tiene un carácter polifónico que invita a la meditación sobre los innumerables y complejos mundos productos de nuestra cultura letrada, tanto en la literatura nacional como mundial, demostrando con ello una gran sensibilidad frente a sus propuestas estéticas, un profundo conocimiento de sus tesis y contradicciones más ocultas. Como consecuencia de ello, nos encontramos a un autor reflexivo que demuestra en la exposición de sus ideas los momentos de lucidez de sus invitados de honor, como sus equívocos y desaciertos conceptuales».

## Obra
- Libro de Alquimia y Soledad (1992)
- Alquimia de la media luna (1996)
- Tras los versos de Job (2009)
- Ceniza inconclusa: ensayos breves sobre arte y literatura (2012)
- Pequeño mito del bosque (2012)
- Entre el mundo del lenguaje y la memoria. Siete ensayos literarios alrededor de la poesía de Héctor Rojas Herazo (2013)
- Extravíos, comentarios bibliográficos de ida y vuelta (2013)[5]
- Día antes del tiempo (2013)
- La caza invisible, antología personal (2014)[6]
- La urdimbre, el hilo oculto (2014)
- ´Fábula del animal antiguo. Summa poética , Universidad del Tolima, Ibagué, 2017

## Otras publicaciones
- El taller como espacio pedagógico (2006)[7]

## Premios
- Primer premio en el II Concurso de poesía Aurelio Arturo, 1990
- Tercer premio en el I Concurso de poesía Ciudad de Bogotá, 1992
- Premio nacional de poesía Ciro Mendía, 2006
- Premio nacional de poesía Porfirio Barba Jacob, 2009